# Chiesa di San Bonaventura (Napoli)
La chiesa di San Bonaventura è una chiesa storica di Napoli ubicata in via San Giovanni Maggiore Pignatelli.

## Storia e descrizione
La chiesa venne fondata nel XV secolo come sede di una congrega dedicata a san Bonaventura e, nel corso dei secoli, fu più volte abbellita; un importante restauro si ebbe nel 1778. Oggi è sede dell'associazione Claudio Miccoli, che opera per la diffusione di una cultura nonviolenta e ambientalista.

## Struttura
Alla grandezza strutturale esteriore della chiesa fanno da contraltare ambienti interni piuttosto angusti. L’impianto in generale è assai singolare in quanto costituisce, secondo Roberto Pane "l’unico esempio di struttura ogivale trecentesca con due ambienti sovrapposti", quello superiore occupato da una palestra di una scuola privata è stato alterato e i costoloni delle volte sono stati scalpellati e quello inferiore, che presenta una cripta compresa di ossa dei morti. L’erezione di questa piccola chiesa si deve quindi inserire in quel clima di fervore religioso che caratterizzò il regno di Roberto d’Angiò (1309-1343) che come suo padre Carlo II si fece promotore e protettore del francescanesimo a Napoli.
La facciata settecentesca, con lesene, ingloba un portale tardo gotico modificato con l'aggiunta di una cancellata in ferro che ha deturpato il piperno del portale stesso. Il restauro avvenuto nel XVIII secolo ha modificato parzialmente le strutture originarie.

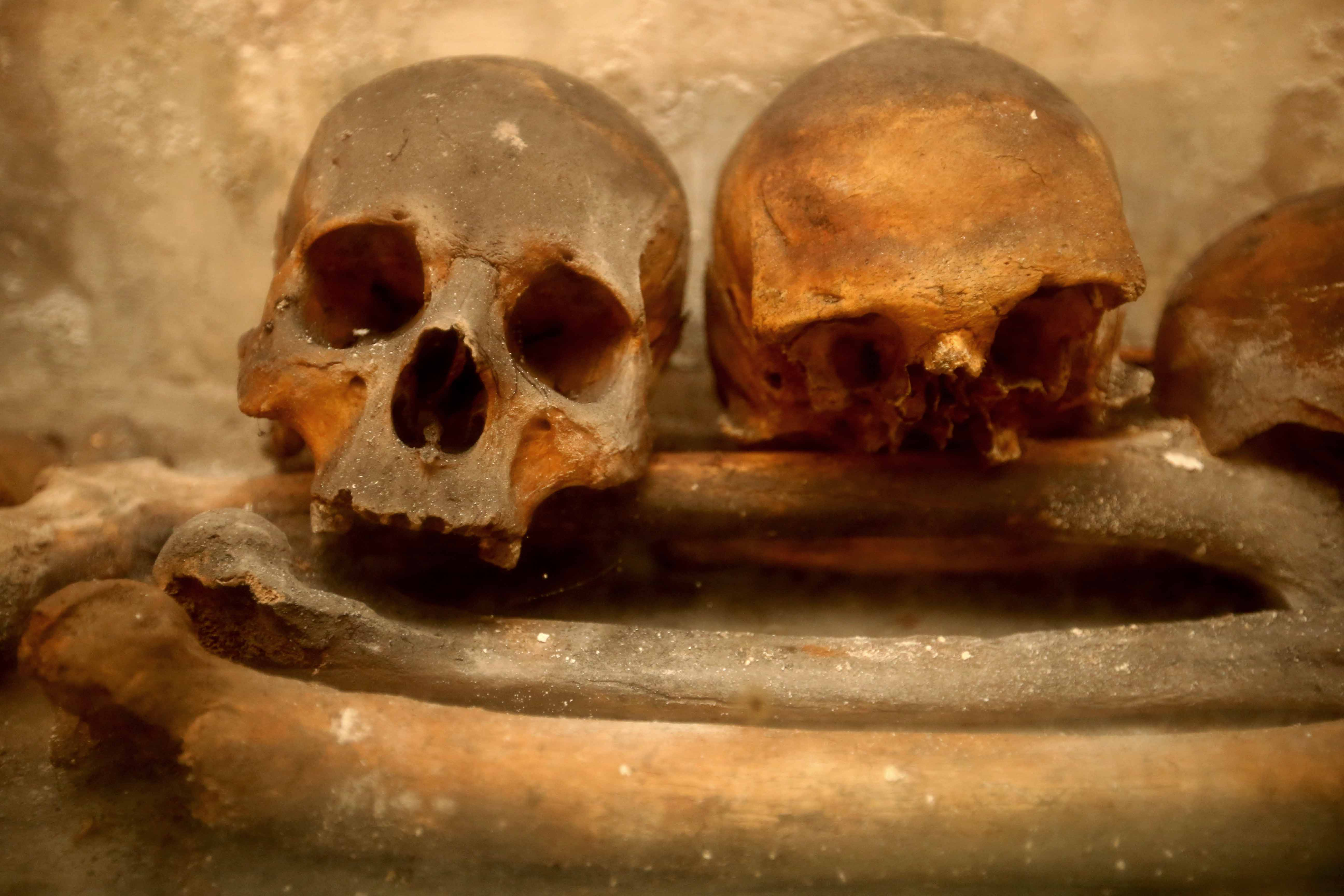
Teschi residui dal cimitero della cripta, chiamati anche, secondo la tradizione napoletana, "capuzzelle"

## Opere
L'opere di maggiore interesse visibili in questa chiesa sono: il quadro di Fabrizio Santafede sull'altare maggiore,  La Madonna con angeli e i santi Bonaventura, Francesco e Ludovico d'Angiò, e il San Francesco che riceve le stimmate di Giacomo Sanso, già appartenente ad un polittico.

## Curiosità
- La piccola chiesa, di età angioina, era in origine dedicata a San Ludovico di Tolosa, fratello di re Roberto d’Angiò, e non può escludersi che sia stato lo stesso re a fondarla, in memoria del fratello.
- Oggi è la sede dell'Associazione "Claudio Miccoli" dal 2012. Precedentemente era anche sede per l'Associazione "Pax Christi".

## Voci correlate

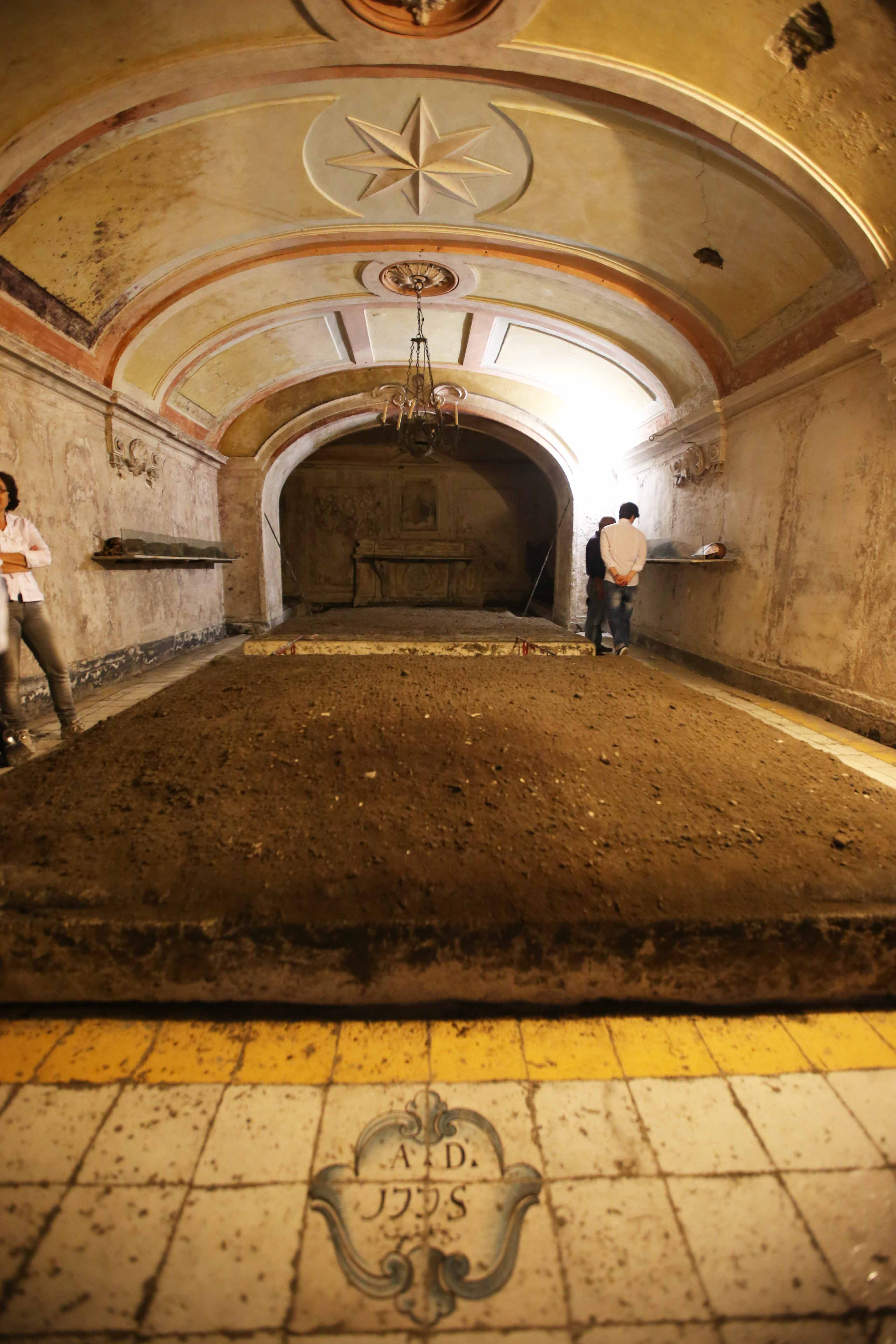
Cripta del piano inferiore